# Ольшанка (Надлакская сельская община)
Ольша́нка (укр. Вільшанка) — село в Надлакской сельской общине Голованевского района Кировоградской области Украины.
До 2020 года входило в Новоархангельский район
Население по переписи 2001 года составляло 479 человек. Почтовый индекс — 26153. Телефонный код — 5255. Код КОАТУУ — 3523683901.